# 110 Tauri
110 Tauri är en vit underjätte i Oxens stjärnbild.
110 Tau har visuell magnitud +6,10 och befinner sig på ett avstånd av ungefär 400 ljusår.